# Musculus teres major
De musculus teres major of grote ronde armspier is een skeletspier die behoort tot de dorsale spiergroep, dat wil zeggen dat de spier aan de rugzijde ligt.

## Locatie
De spier heeft zijn oorsprong bij de angulus inferior van de margo lateralis van het schouderblad. Hij loopt naar de crista tuberculi minoris, waaraan hij zijn aanhechting heeft naast de bursa subtendinea musculi teretis majoris.

## Functies
Zijn belangrijkste functie is retroflexie van de arm mediaalwaarts. Hieronder wordt verstaan een retroflexie met gelijktijdig in geringe mate een binnenwaartse rotatie. Deze beweging wordt vooral zeer goed geregeld als de arm zich eerst in anteflexie en in een lichte abductiestand bevindt. Bovendien werkt hij mee bij de adductie.